# Saint Francis (Arkansas)
Pour les articles homonymes, voir Saint Francis.
Saint Francis est une municipalité du comté de Clay, dans l’État de l’Arkansas aux États-Unis.

## Démographie
| 1890 | 1900 | 1910 | 1920 | 1930 | 1940 | 1950 | 1960 |
| ---- | ---- | ---- | ---- | ---- | ---- | ---- | ---- |
| 356  | 420  | 459  | 501  | 294  | 266  | 292  | 224  |

| 1970 | 1980 | 1990 | 2000 | 2010 | - | - | - |
| ---- | ---- | ---- | ---- | ---- | - | - | - |
| 297  | 266  | 201  | 250  | 250  | - | - | - |